# Piotr Buzun
Piotr Grigoriewicz Buzun, ros. Петр Григорьевич Бузун (ur. 1893, zm. 19 maja 1943 w rejonie Valjeva) – rosyjski pułkownik, dowódca 12 sotni 2 pułku Rosyjskiego Pułku Ochronnego podczas II wojny światowej
Pochodził z dworiaństwa obwodu kubańskiego. W 1913 r. w stopniu podporucznika ukończył Aleksiejewską Szkołę Wojskową. Brał udział w I wojnie światowej, a następnie w wojnie domowej w Rosji po stronie białych. Służył w stopniu sztabskapitana w Armii Ochotniczej gen. Antona I. Denikina. Uczestniczył w tzw. I Zimowym Pochodzie Kubańskim w składzie pułku partyzanckiego. Jesienią 1918 r. został dowódcą batalionu i zarazem zastępcą dowódcy pułku aleksiejewskiego. Od czerwca 1919 r. był dowódcą 1 pułku aleksiejewskiego. 14 listopada tego roku awansował do stopnia podpułkownika z prawami pułkownika. W kwietniu 1920 r. objął dowództwo pułku aleksiejewskiego. Brał udział na jego czele w nieudanym desancie na Kubaniu, gdzie w sierpniu tego roku został ranny. W poł. listopada wraz z resztkami wojsk białych ewakuował się z Krymu do Gallipoli. Zamieszkał na emigracji. Po zajęciu Jugosławii przez wojska niemieckie w kwietniu 1941 r., wstąpił do nowo formowanego Rosyjskiego Korpusu Ochronnego. Został w stopniu kapitana dowódcą 12 sotni 2 pułku. 19 maja 1943 w rejonie Valjeva zginął w walkach z partyzantką komunistyczną.